# سطح لولبي

سطوح لولبية.

السطح اللولبي ينتج من حركة لولبية منتظمة لخط مستقيم. السطوح اللولبية والسطوح السليسلية [الإنجليزية] يصنفوا من عائلة السطح الأدنى.